# François Terrasson
Pour les articles homonymes, voir Terrasson.
François Terrasson, né le 3 juillet 1939 à Saint-Bonnet-Tronçais (Allier) et mort le 2 janvier 2006, est un écrivain et naturaliste français.

## Biographie
Chercheur et maître de conférences au Muséum national d'histoire naturelle où il est entré en 1967, il s’intéresse tout particulièrement au rapport qu’entretient l’Homme avec la nature (la géonomie) sous les angles philosophique, scientifique, politique et agricole. Il était aussi membre fondateur des journalistes-écrivains pour la nature et l'écologie ("JNE"). Travaillant dans le domaine de la mise en place d’aires naturelles protégées, parcs nationaux ou régionaux et autres réserves, il est également un expert dans le domaine de l’aménagement de l’espace rural, participe à des études d’impact avant remembrement, et voyage beaucoup en tant qu’expert en reconstruction écologique, voyages qui l’amènent aux quatre coins du monde et jusqu’aux îles Galápagos.

## Œuvre
La réflexion de Terrasson embrasse non seulement l’ensemble des rapports entre l’environnement et l’humanité (géonomie), mais oblige ses lecteurs à interroger leur rapport individuel à la nature. Son approche est tout à la fois naturaliste, sociale, économique, historique et psychologique, elle décrit aussi bien les mécanismes physiques, biologiques et les aspects techniques, que les ressorts aussi bien rationnels qu’émotionnels, culturels ou idéologiques de notre compréhension et de nos décisions.
Dans les années 1980, lors de ses conférences, François Terrasson, alors responsable du service Conservation de la Nature du M.N.H.N., procède à la projection d’un montage de diapositives qui démontre comment se transmettent de génération en génération, avec la culture, et grâce aux ignorances, des phobies irrationnelles vis-à-vis de tout ce qui échappe à la volonté, sur et dans notre propre corps (phanères, odeurs, symbiotes...) ainsi que dans l’environnement (tout ce qui vit, pousse et agit hors du contrôle humain) : il s'agit déjà l'ébauche de son premier livre, La peur de la nature, qui analyse comment ces phobies, devenues inconscientes, débouchent sur des décisions contre-productives de nos organismes, de notre santé, de notre gestion du territoire. Le livre, saisissant dès la première lecture, dérange un certain nombre d’idées toutes faites, mais l’impression donnée par le montage diapo, démarrant volontairement dans un noir total, est plus forte encore.
François Terrasson organise aussi des stages de "découverte de la Nature" : chaque stagiaire est déposé de nuit en forêt (par exemple de Fontainebleau), avec un duvet mais sans lampe de poche, pour passer isolé une nuit à la belle étoile. Le lendemain matin, après le petit-déjeuner, discussion collective sur la nuit précédente : comment cela s’est-il passé, qui a eu peur, qui s’est éclaté ? Réponse dans le chapitre intitulé « Tépamazo » du deuxième livre de Terrasson, La civilisation anti-nature. En deux mots, le groupe de personnes qui se sont inquiétées toute la nuit était beaucoup plus nombreux que celui des personnes qui avaient vécu leur nuit sereinement, ou avec indifférence, ou encore qui avaient ressenti du bonheur à se trouver dans la « Mère Nature ». On évoque aussi, sans faux-semblants, des aspects pratiques : confort, soif, miction et défécation, moustiques, fourmis, bruits... et les rapports de chacun à l'environnement, en ces circonstances, sont décortiqués. Les "mieux à l'aise", les "mieux adaptables" ne sont pas forcément les personnes d'origine rurale.
Les stages, montages et livres conçus par Terrasson ont pour rôle d’illustrer sa thèse principale : à la question « pourquoi l’homme technologique détruit-il la nature ? », sa réponse est : « parce qu’il a peur de la nature sauvage », une peur profonde et en grande partie inconsciente. Ses livres donnent de nombreux exemples de la psychologie complexe et parfois contradictoire de l’Homo industrialis dans son rapport à l’environnement naturel. Par exemple, lorsque la commission scientifique présidée par Terrasson a fini dans un débat technique d’aménagement, par démontrer chiffres à l’appui à ses interlocuteurs issus des entreprises, des collectivités et des administrations l’intérêt de conserver des haies et leur biodiversité dans un bocage, par rapport au choix de les araser, ces interlocuteurs, à court d’arguments rationnels, finisse par soupirer « ah oui, mais tout de même, ça ne fait pas propre dans le paysage... » et Terrasson d’enchaîner sur l’omniprésente « culture pub » qui présente comme propre tout ce qui est rectiligne, monoculturel, uniforme, chimique, brillant, lisse, net, bref artificiel. Il cite volontiers René Jeannel : « l’Homme est fils de la forêt et père du désert » et Jared Diamond : « l’Homme occidental a eu de la chance géographiquement, et prend l’avance technique qu’il doit à cette chance pour de la supériorité, mais les civilisations premières lui survivront peut-être ou bien reviendront, s’il ne prend pas conscience de ses préjugés et s’il ne réajuste pas son rapport à la nature ».
Une réserve ne peut par définition pas être naturelle insiste Terrasson, de manière parfois provocante à l’égard des gestionnaires de réserves naturelles ou de l’ONF.
De nombreuses expressions et fausses attitudes de protection de la nature (mais vraies misanthropies, qui sont aussi des phobies) sont ainsi selon Terrasson la source de profond dissensus cognitifs paradoxaux qui peuvent générer de l’agressivité, voire de la violence, chez ceux qui y sont soumis sans en prendre conscience.
François Terrasson fait la part des choses entre « hominisation » (qu'il définit comme « la capacité à échapper à la tyrannie de l'instinct et à inventer de nouveaux comportements, de nouvelles règles », et qu'il attribue à la néoténie humaine) et « humanisation » (qu'il définit comme « la capacité à échapper à la tyrannie de l'agressivité, de la violence, de la prédation et à inventer des comportements et des règles de respect et de coopération, à l'intérieur de notre espèce, avec les autres espèces, et avec la nature »). Il pense l’hominisation achevée il y a environ un demi-million d’années, et l’humanisation en cours d’émergence, et pense que notre survie passée est due à l’hominisation, tandis que notre survie future est conditionnée par le succès de l’humanisation.